# Chrysolina basilaris
Chrysolina basilaris är en skalbaggsart som först beskrevs av Thomas Say 1824.  Chrysolina basilaris ingår i släktet Chrysolina och familjen bladbaggar. Inga underarter finns listade i Catalogue of Life.